# Robbin Ruiter
Robbin Ruiter, né le 25 mars 1987 à Amsterdam, est un footballeur néerlandais qui évolue au poste de gardien de but.

## Biographie
Avec le club du FC Utrecht, il dispute 138 matchs en première division néerlandaise. Il participe également à la Ligue Europa lors de la saison 2013-2014 (deux matchs).
Le 2 août 2017, libre de tout contrat, Ruiter s'engage pour deux saisons avec le club anglais du Sunderland AFC, relégué en deuxième division. Il ne joue que vingt-huit matchs au cours de ces deux saisons sous le maillot du club anglais. Le 27 juin 2019, Ruiter s'engage avec le PSV Eindhoven.